# Badalona Pompeu Fabra (metropolitana di Barcellona)
Badalona Pompeu Fabra è una stazione della L2 della metropolitana di Barcellona situata nel municipio di Badalona.
La stazione è stata inaugurata nel 2010 ed è diventata il capolinea della linea 2 in seguito al prolungamento della linea tra questa stazione e la stazione di Pep Ventura.
La stazione è situata in quella che era chiamata Illa Central o Illa Fradera e il nome originariamente previsto era Badalona Centre. In seguito alla pressione dei cittadini sia il nome della piazza che quello della stazione vennero dedicati a Pompeu Fabra per il suo forte legame con Badalona.

## Accessi
- Avinguda Martí i Pujol
- Carrer de la Creu